# NGC 4986
NGC 4986 is een balkspiraalstelsel in het sterrenbeeld Jachthonden. Het hemelobject werd op 1 mei 1785 ontdekt door de Duits-Britse astronoom William Herschel.

## Synoniemen
- UGC 8221
- MCG 6-29-44
- ZWG 189.27
- PGC 45538